# Pierchuszkowo (przystanek kolejowy)
Pierchuszkowo (ros. Перхушково) – przystanek kolejowy w miejscowości Judino, w rejonie odincowskim, w obwodzie moskiewskim, w Rosji. Położony jest na linii Moskwa – Mińsk – Brześć.